# José Pinhal
 (mars 2023).
José Pinhal, né en 1952 à Santa Cruz do Bispo (pt) dans la banlieue de Porto, est un chanteur portugais. Il est l'auteur d'un courte discographie entre le milieu des années 1980 et le début des années 1990. Il meurt en 1993 dans un accident de voiture alors qu'il rentrait chez lui après s'être produit dans un spectacle. Dans les années 2010 ses disques sont redécouverts et réédités, un groupe baptisé The Jose Pinhal Post Mortem Experience lui rend hommage.